# Greiz
Greiz (pronunciación en alemán: /ɡʁaɪ̯t͡s/ (escucharⓘ)) es una ciudad y capital del distrito de Greiz, en el estado federado de Turingia en Alemania. Se le conoce como la "perla de la región de Vogtland". Fue capital del Principado de Reuss-Greiz (Reuß älterer Linie) hasta 1918, gobernado por la Casa Reuss (Haus Reuß); quienes construyeron dos castillos en la ciudad: el castillo superior (Oberes Schloss) y el castillo inferior (Unteres Schloss). Después de la Revolución de noviembre, se unió a la República de Reuss (Volksstaat Reuß) en 1919 y posteriormente fue incorporada a Turingia. La ciudad no sufrió muchos daños durante la Segunda Guerra Mundial, pero tres (3) de sus cinco (5) puentes fueron destruidos. Su centro histórico conserva un largo jardín inglés y varias edificaciones de arquitectura modernista (Jugendstil). Entre sus ciudadanos ilustres se cuentan Oskar Sala, destacado intérprete del trautonio; Hans Beck, creador de la línea de juguetes Playmobil y Ulf Merbold, primer astronauta de la Alemania Occidental.

## Geografía
El centro de Greiz se ubica en el valle del río Elster Blanco, bajo la desembocadura del río Göltzsch. Los centros urbanos más grandes cerca de Greiz son Gera, Zwickau y Plauen.

## Historia
Al igual que otros asentamientos cercanos, el topónimo (originalmente Grouts) es de origen eslavo y significa «gord». La primera mención documentada data de 1209. Su ubicación en la confluencia del río Elster Blanco y su afluente Göltzsch contribuyó a su rápido crecimiento como ciudad. Desde el siglo  estuvo gobernada por los «advocati» (Vögte) de Greiz hasta 1236 cuando pasó a manos de los Vögte  de Gera. Fue reconocida como ciudad en el siglo . Posteriormente la Casa de Reuss, dinastía gobernante alemana (cuyos miembros masculinos se llamaban Heinrich), construyó dos castillos en Greiz: el Castillo Superior (Oberes Schloss) y el Castillo Inferior (Unteres Schloss). Ambas residencias son un icono de la ciudad, además fueron construidos por arquitectos famosos. Greiz se convirtió en la capital del Principado de Reuss-Greiz hasta 1918.
La ciudad fue destruida completamente por un incendio en 1494, y casi totalmente en 1802.
El 22 de octubre de 1733 tuvo lugar aquí el matrimonio entre Luis Gunter II con Sofía Enriqueta de Reuss-Untergreiz. En 1744 se menciona por primera vez la existencia de un hospital en Greiz. En 1893 se construyó el primer hospital moderno en Reißberg.

## Religión
La población de Greiz es prominentemente cristiana, y en ella se pueden encontrar la Iglesia católica, los Testigos de Jehová, la Iglesia Adventista del Séptimo Día, y otras iglesias derivadas tales como la Iglesia nueva apostólica, la Iglesia metodista unida,  la Unión de iglesias evangélicas libres en Alemania (Bund Evangelisch-Freikirchlicher Gemeinden), la Iglesia evangélica en Alemania central (Evangelische Kirche in Mitteldeutschland) y la Iglesia evangélica-luterana independiente (Selbständige Evangelisch-Lutherische Kirche).

## Castillo superior
El castillo superior es un monumento de valor cultural y arquitectónico para la ciudad. Este era la residencia de la Casa Reuss. El norte y el oeste del castillo aún lucen su apariencia medieval, mientras que la sección este del castillo luce un aire palaciego renacentista.

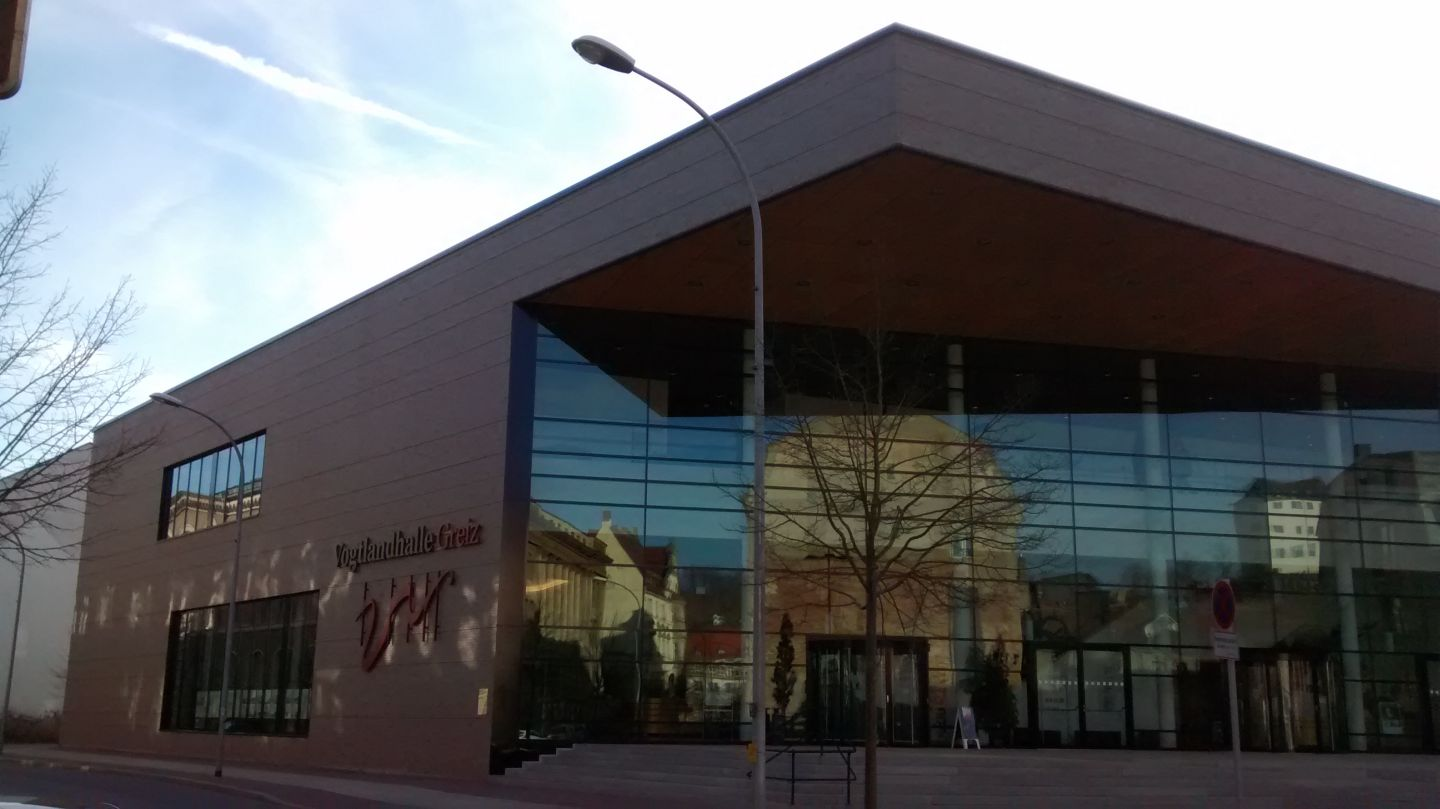
Vogtlandhalle Greiz
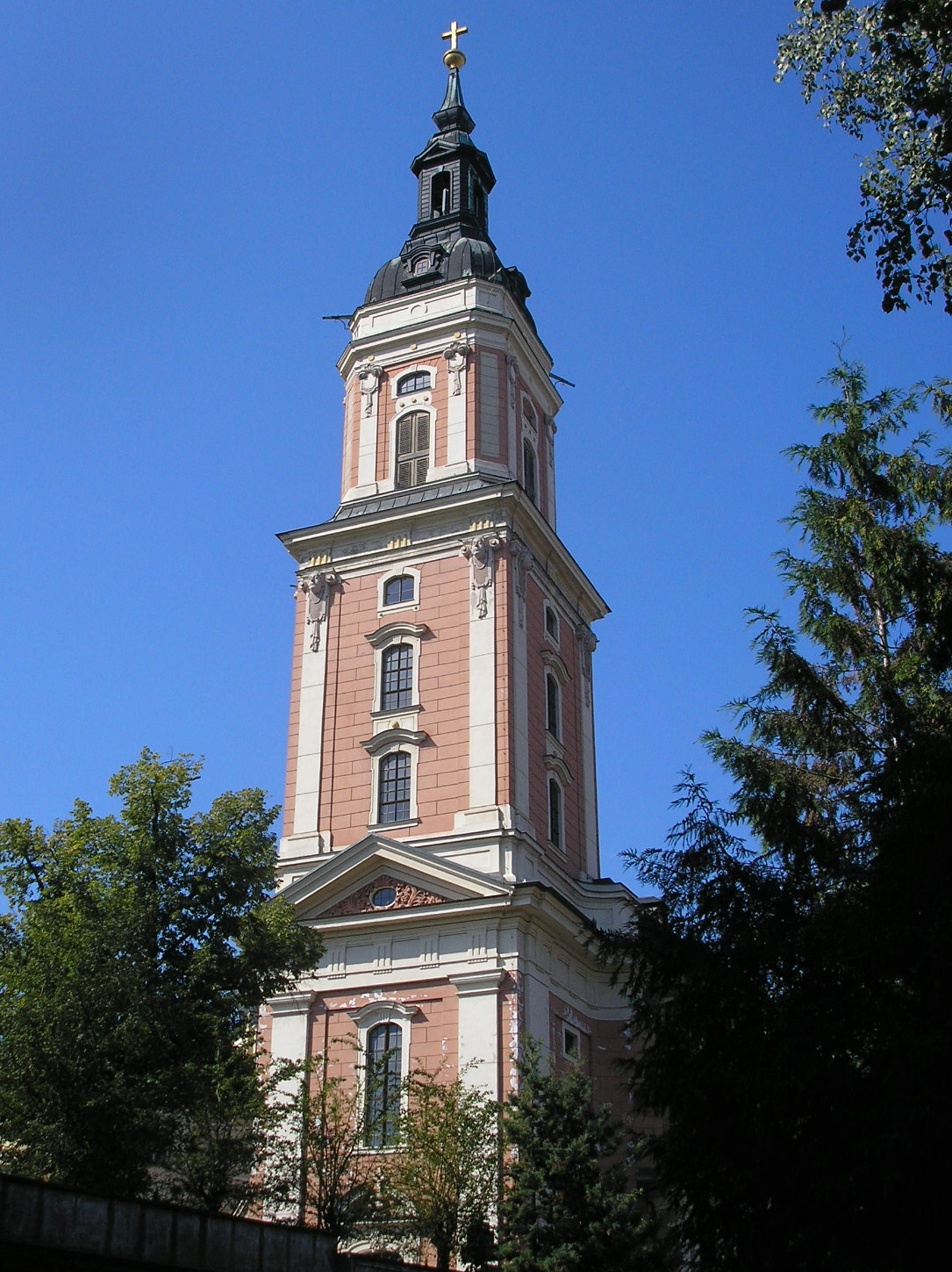
Iglesia
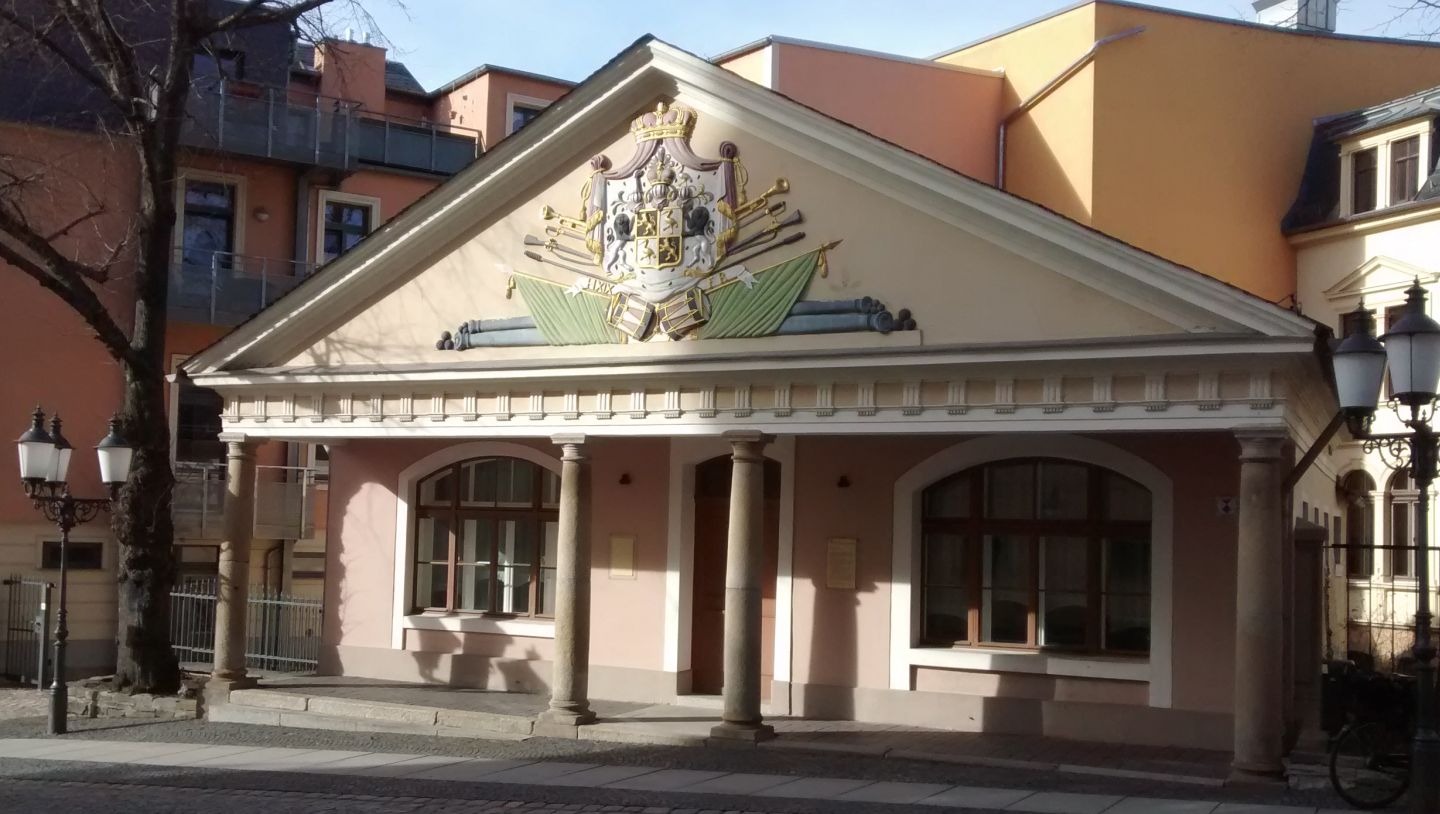
Comisaría
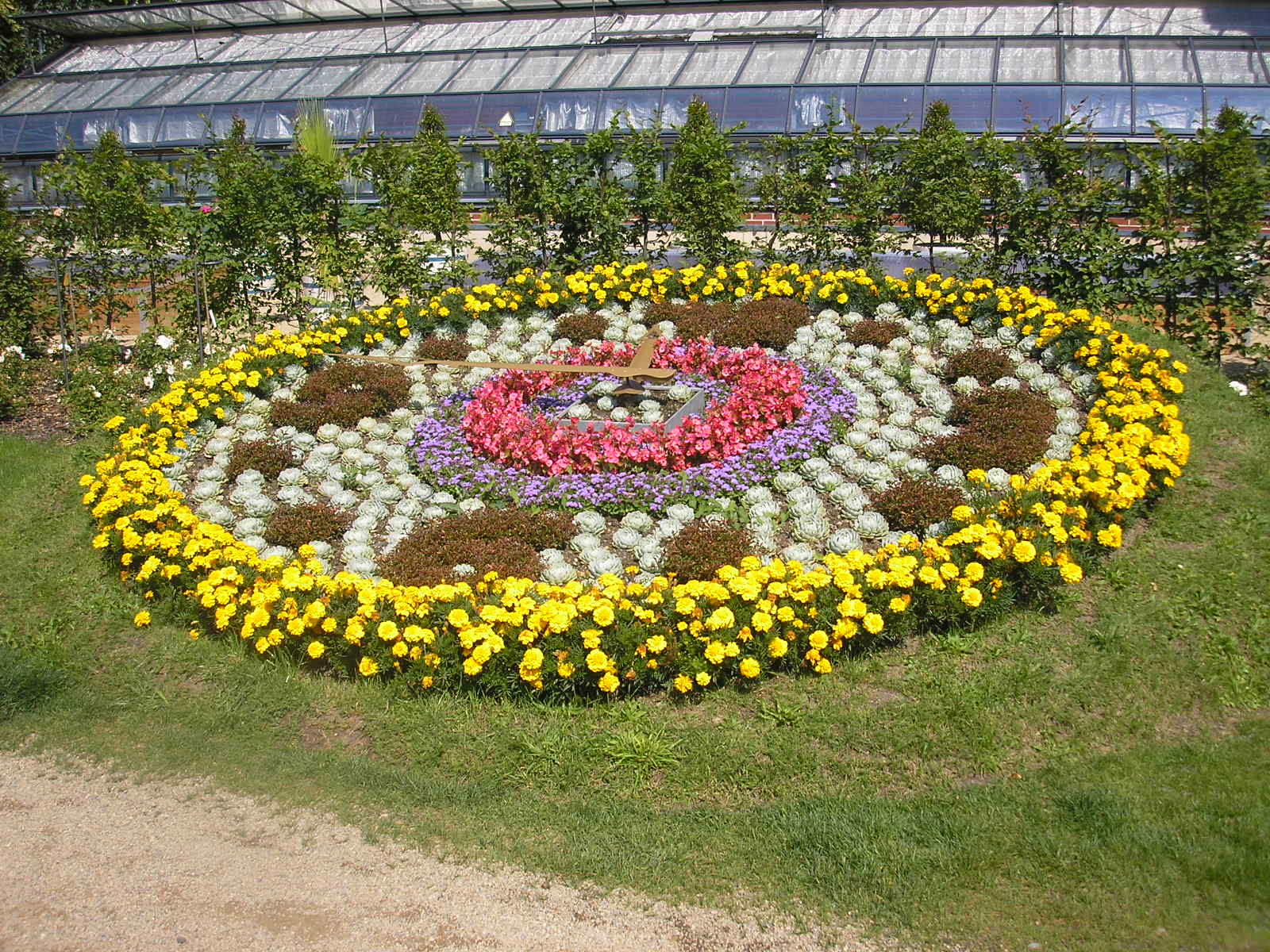
Reloj de flores en el Parque Greiz
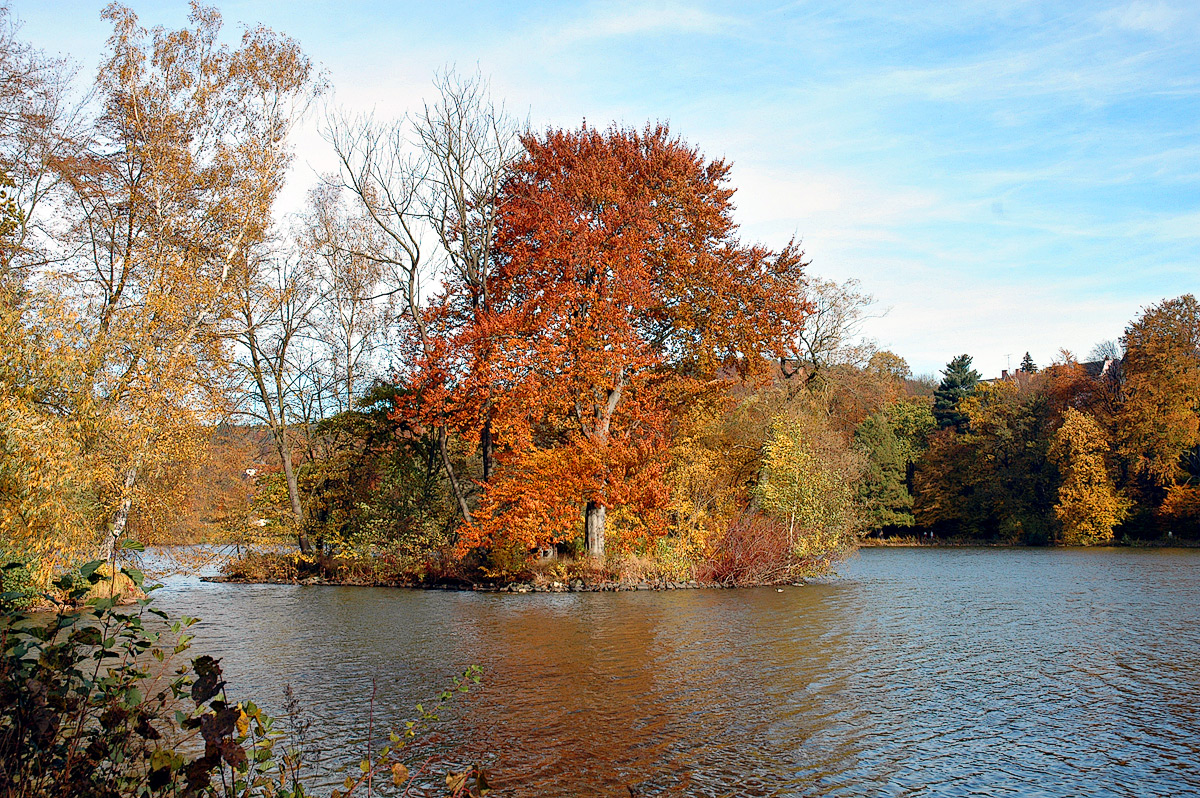
Estanque de juncos
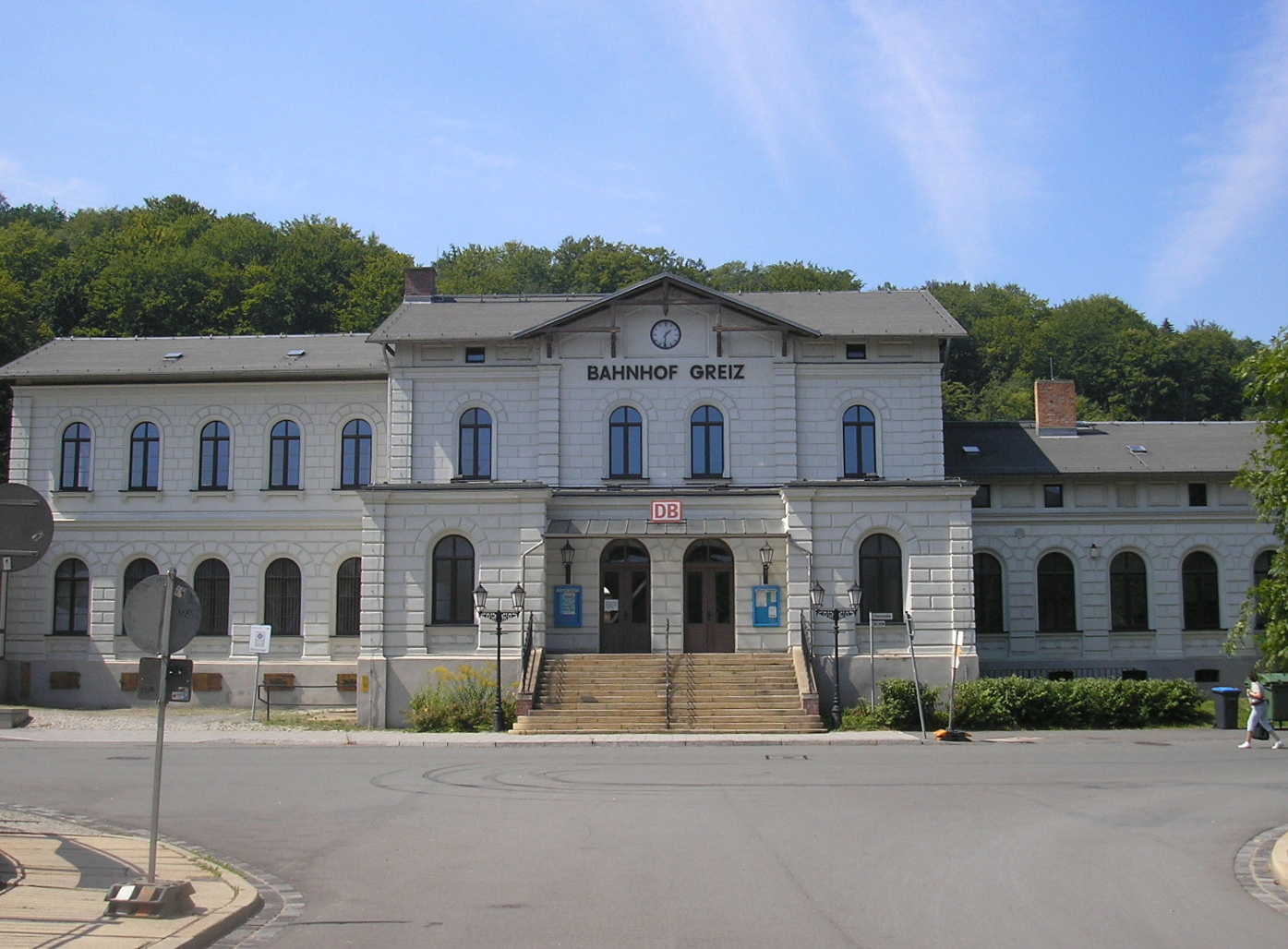
Estación del tren
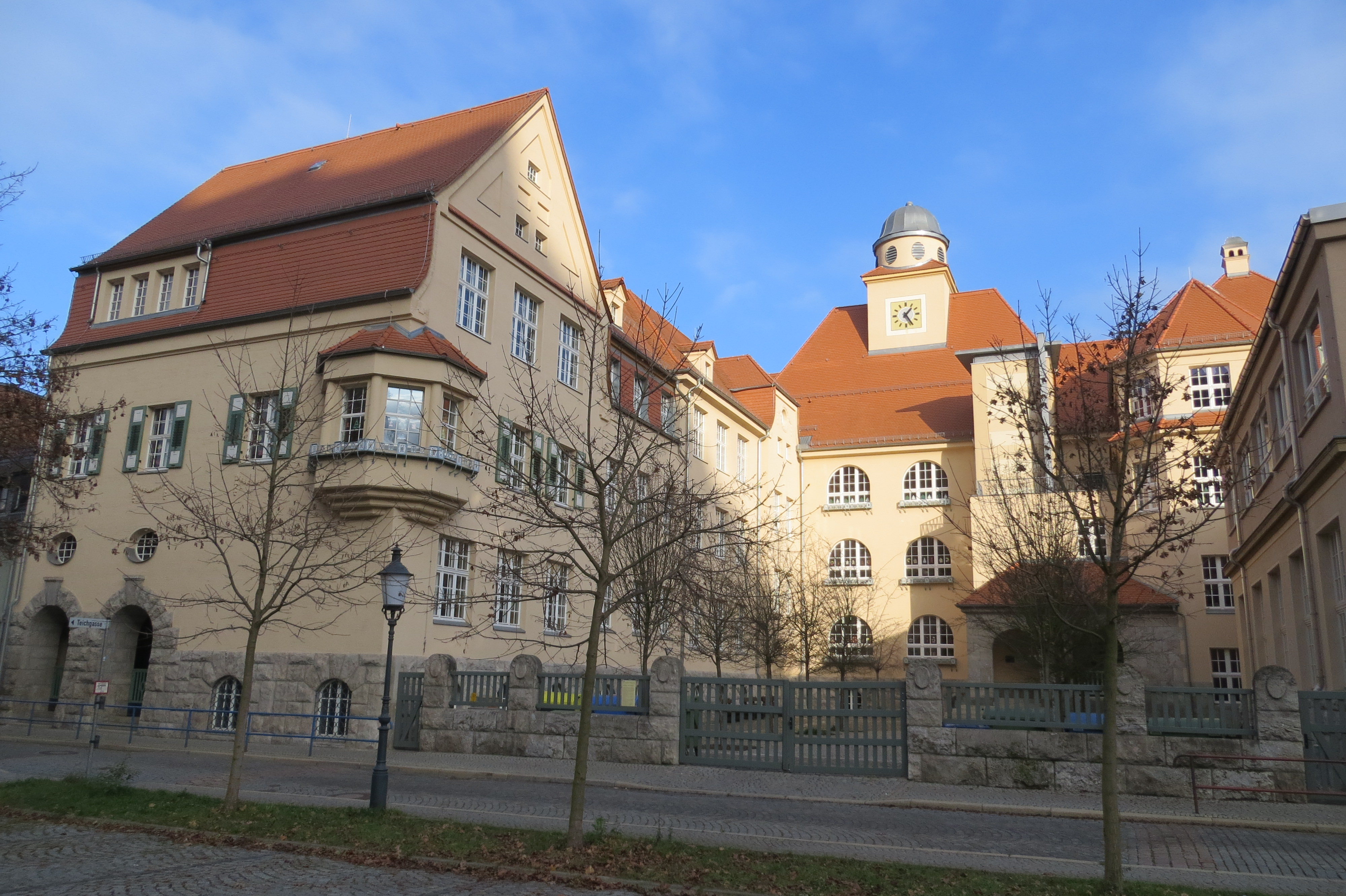
Colegio Goethe

## Castillo inferior
El castillo inferior se encuentra a la orilla del río Elster Blanco junto a la Iglesia de Santa María y a solo unos pasos del centro de la ciudad. Fue construido en el siglo XVI por Enrique el viejo y fue durante siglos la residencia de la Casa de Reuss. Tras un devastador incendio que tuvo lugar el 6 de abril de 1802, Enrique XIII de Reuss-Greiz ordenó que se reconstruyera el castillo en estilo neoclásico; reconstrucción que duró hasta 1809. De este destacan el antiguo salón de baile - actualmente el salón blanco - con sus valiosos estucos. Entre 1884 y 1885 se creó un anexo en el ala sur, con estancias tan representativas como el jardín de invierno, el salón azul y la torre de cúpula bulbosa. Es memorable el hecho de que incluso después del final de la monarquía en Alemania, Enrique XXIV de Reuss-Greiz todavía viviese en el castillo hasta su muerte en 1927. A partir de entonces la planta principal alberga un museo donde se muestra la historia del Principado de Reuss (línea mayor) y su relación con el desarrollo de Greiz. Otras salas del castillo albergan la Oficina de información turística de Greiz, la escuela de música "Bernhard Stavenhagen", un taller y una cafetería.

## Cultura

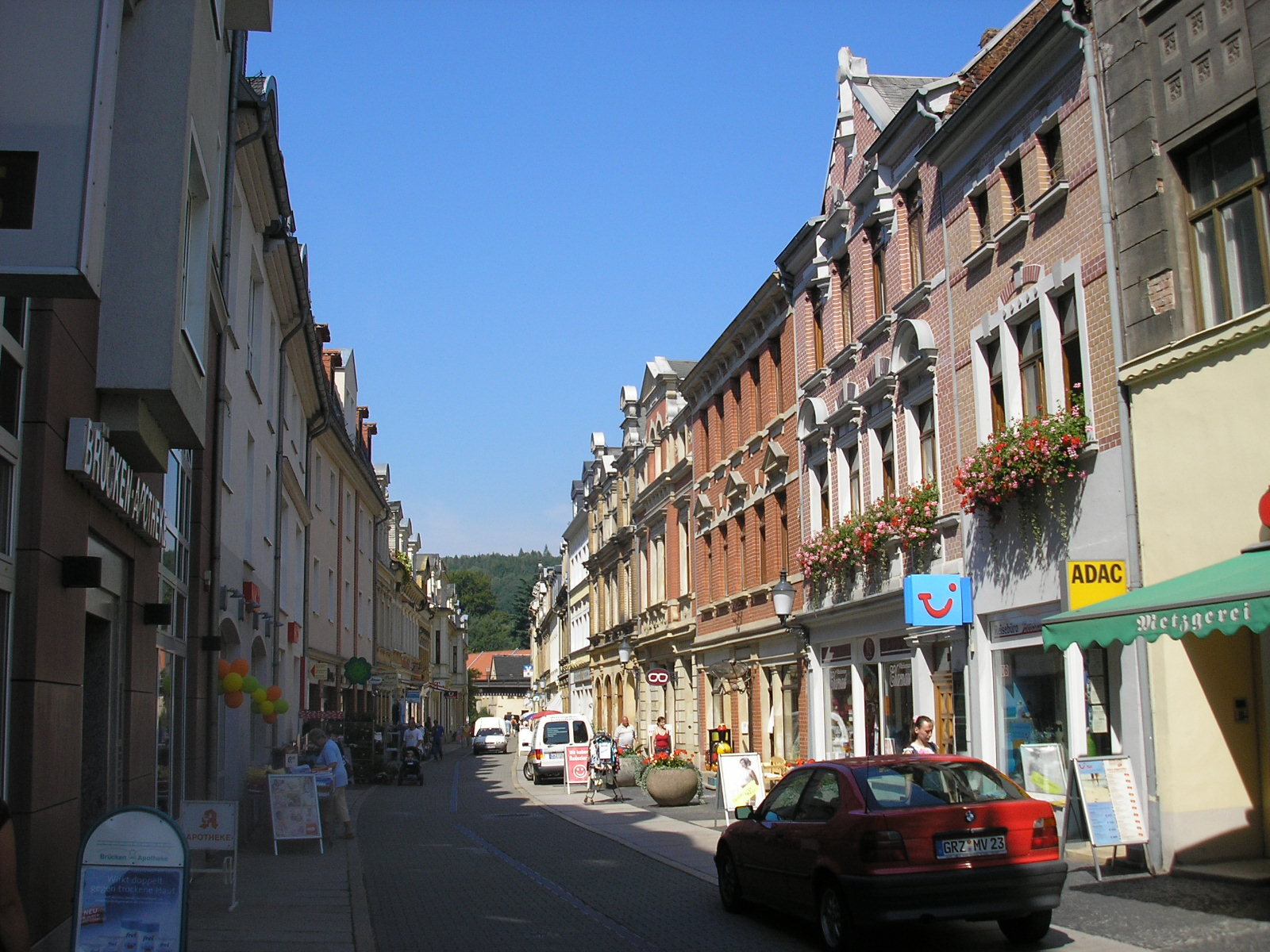
Fußgängerzone (Brückenstraße)
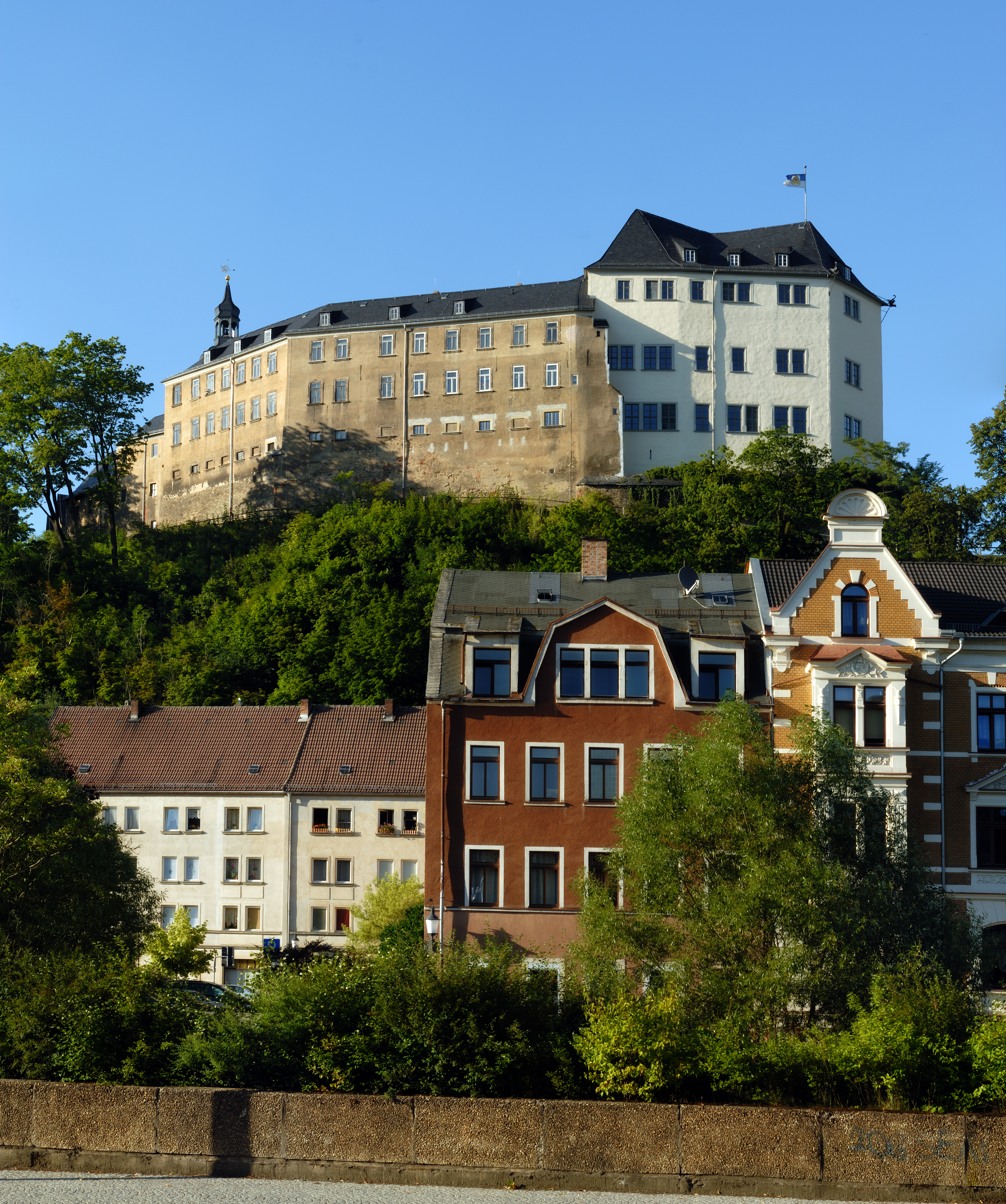
Castillo superior
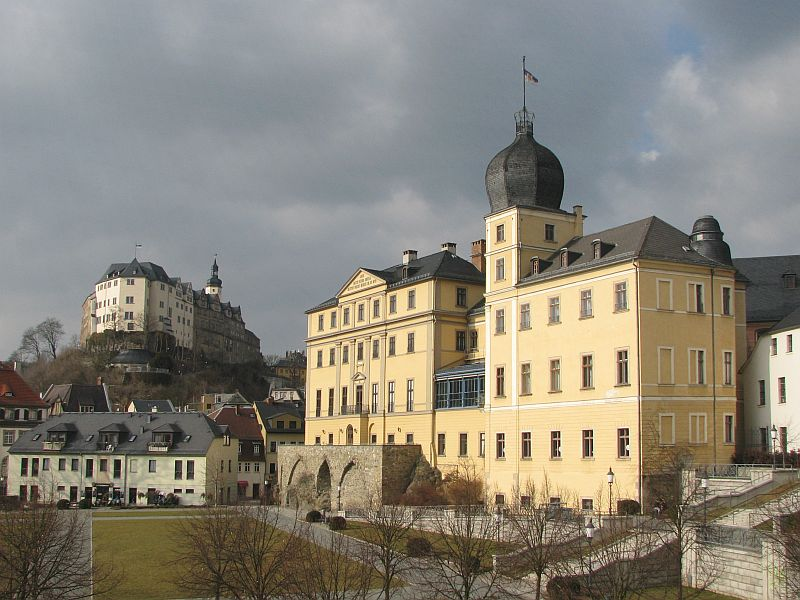
Castillo superior y castillo inferior
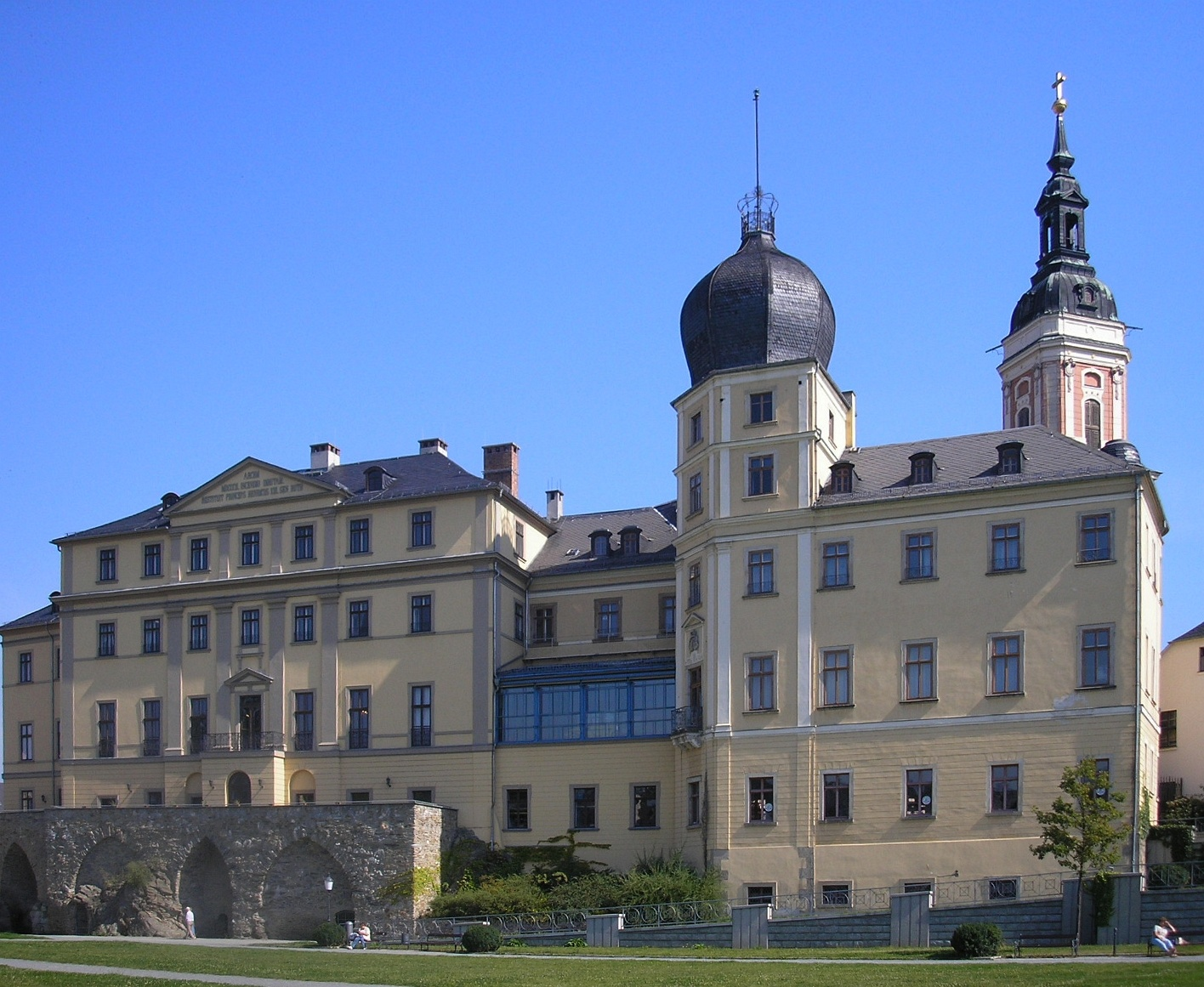
Castillo inferior
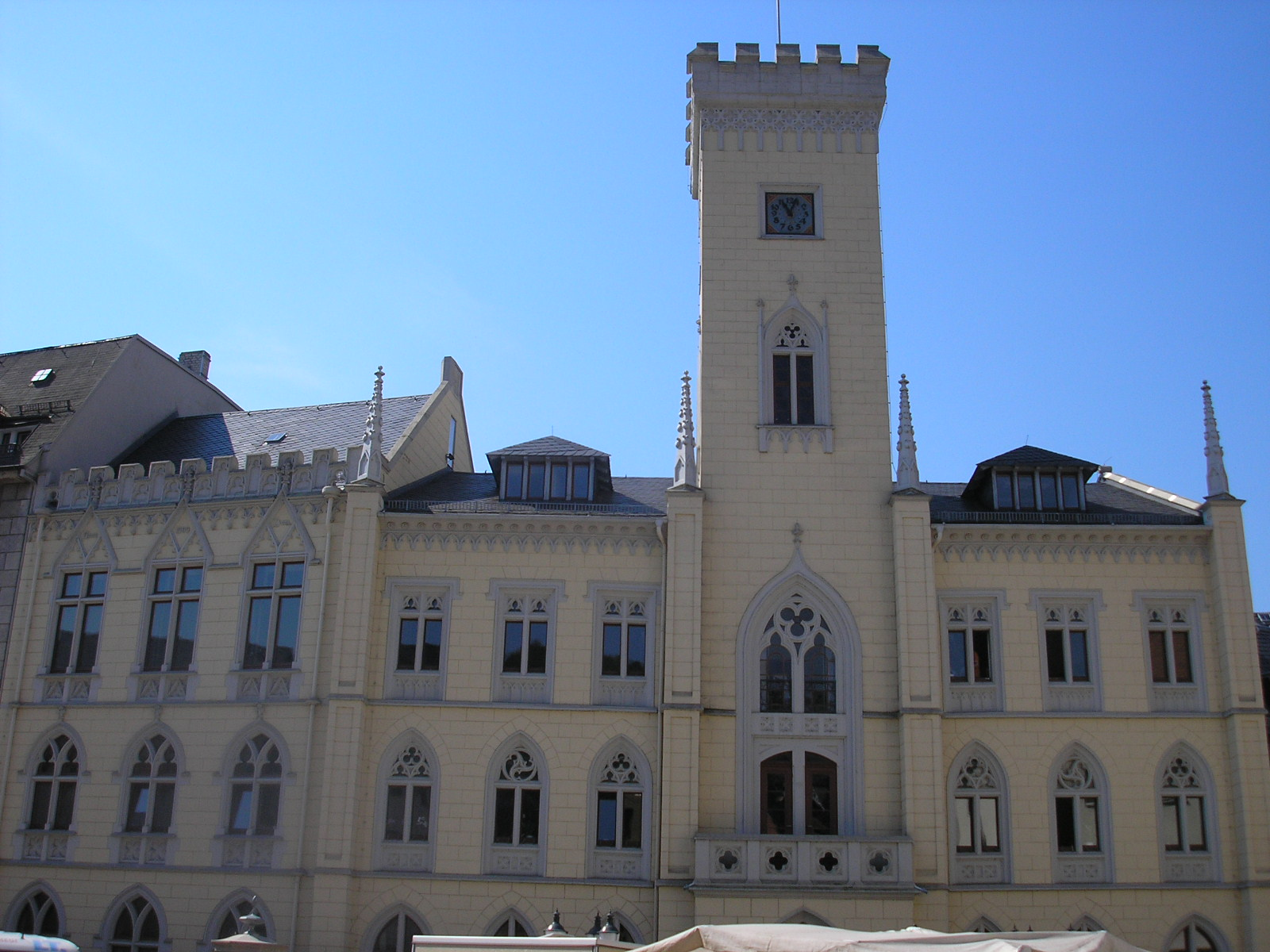
Ayuntamiento
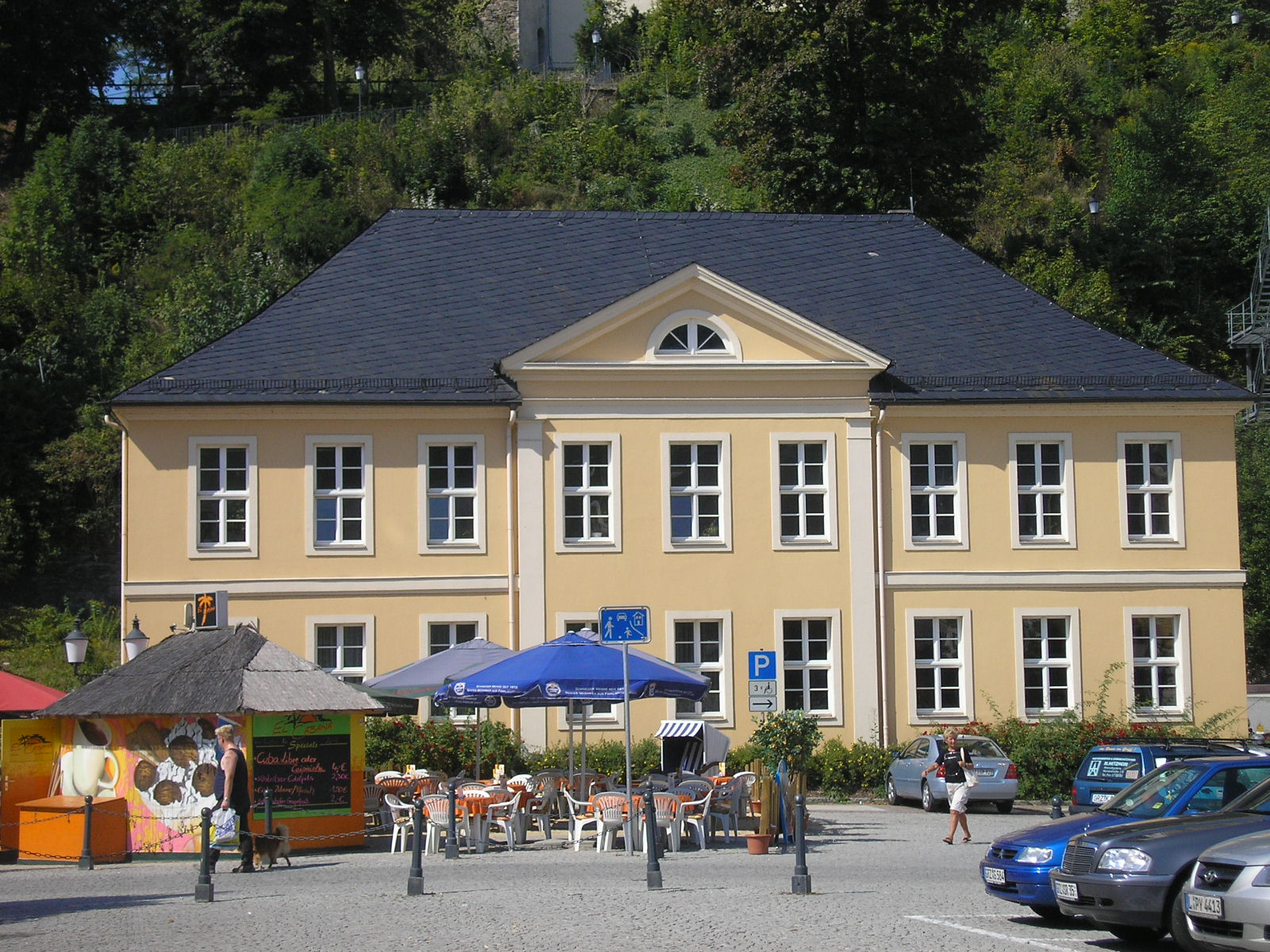
Plaza occidental
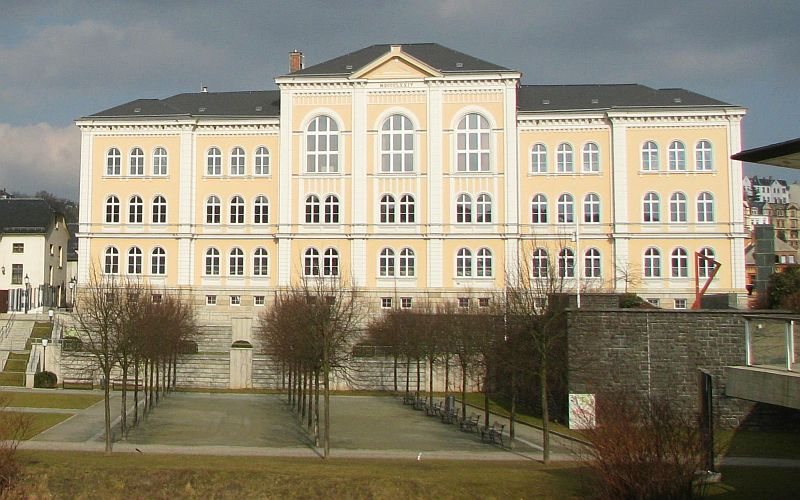
Liceo